# Sines (freguesia)
Sines es una freguesia portuguesa del municipio de Sines, con 150,24 km² de área y 12 461 habitantes (2001). Densidad: 82,9 hab/km².

## Patrimonio
- Castelo de Sines
- Capela de Nossa Senhora das Salvas / Capela de Nossa Senhora das Salas
- Ermita de São Bartolomeu / Capela de São Bartolomeu (Sines)
- Iglesia da Santa Casa da Misericórdia de Sines
- Iglesia Matriz do Salvador - Sines / Igreja Matriz de Sines
- Fuerte de Nossa Senhora das Salvas / Forte de Nossa Senhora de Salas
- Fuerte do Pessegueiro y Isla do Pessegueiro / Forte da Ilha de Dentro

- Datos: Q2448854
- Multimedia: Sines (freguesia) / Q2448854